# Daulocoma latens
Daulocoma latens är en fjärilsart som beskrevs av Edward Meyrick 1921.
Daulocoma latens ingår i släktet Daulocoma och familjen rullvingemalar. Inga underarter finns listade i Catalogue of Life.